# Goran Bezina
Goran Bezina (Spalato, 21 marzo 1980) è un allenatore di hockey su ghiaccio ed ex hockeista su ghiaccio svizzero con cittadinanza croata professionista che gioca nel ruolo di difensore. Venne scelto in 234ª posizione assoluta dai Phoenix Coyotes nell'NHL Entry Draft 1999.

## Carriera

### Club
Dopo che ebbe giocato una stagione con il Villars, squadra di Prima Lega, Bezina fece il suo debutto tra i professionisti con la maglia del Fribourg-Gottéron, nella stagione 1998-99. Durante la sua permanenza nei dragoni venne scelto in 234ª posizione dai Phoenix Coyotes nell'NHL Entry Draft 1999. A partire dal 2001 giocò per gli Springfield Falcons, squadra di AHL, con la quale rimase per tre stagioni. Durante questa sua avventura nordamericana ebbe anche l'occasione di giocare per tre partite con i Phoenix Coyotes in NHL, senza però mettere a segno alcun punto.
Nel 2004 fece il suo ritorno in Svizzera, firmando un contratto con il Genève-Servette Hockey Club e divenendone il capitano. Verso la fine della stagione 2006-07 giocò per gli Red Bull Salzburg durante i playoff, vincendo il titolo austriaco. Nelle stagioni 2007-08 e 2009-10 divenne vicecampione svizzero con il Servette. Nel 2012 Bezina prolungò il proprio contratto fino al termine della stagione 2016-17. Nel 2013 con il Ginevra conquistò la prima Coppa Spengler nella storia della squadra romanda.
Dopo aver giocato per 12 stagioni a Ginevra nel 2016 Bezina lasciò la squadra per trasferirsi al Medveščak Zagabria, club della Kontinental Hockey League.

### Nazionale
Goran Bezina partecipò con la nazionale U-18 ai campionati europei di categoria nel 1998, e con la U-20 ai campionati mondiali U-20 nel 1999 e 2000. Con la nazionale maggiore ha giocato i Campionati Mondiali delle edizioni 2001, 2003, 2004, 2005, 2006, 2007, 2008, 2009, 2010 e 2011, come pure un'Olimpiade nel 2006 a Torino.

## Palmarès

### Club
- Coppa Spengler: 2

 Ginevra-Servette: 2013, 2014
- Campionato austriaco: 1

 Red Bull Salisburgo: 2006-2007

### Individuale
- Lega Nazionale A:

Miglior difensore svizzero: 2001, 2007
All-Star Team della Lega Nazionale A: 2008
- Coppa Spengler:

All-Star-Team: 2010